# IC4A
IC4A oder ICAAAA (Intercollegiate Association of Amateur Athletes of America) ist ein jährlicher Wettkampf für Männer, der von verschiedenen US-Colleges jedes Jahr ausgetragen wird.
Die folgenden Wettkämpfe fanden während des Hallenturniers 2008 statt:
1. 55 m Sprint
2. 200 m Sprint
3. 400 m Sprint
4. 500 m Lauf
5. 800 m Lauf
6. 1000 m Lauf
7. 1 Meile (1609,344 m) Lauf
8. 3000 m Lauf
9. 5000 m Lauf
10. 55 m Hürden
11. 4 × 400 m Staffel
12. 4 × 800 m Staffel
13. Distance Lagenstaffel
14. Hochsprung
15. Stabhochsprung
16. Weitsprung
17. Dreisprung
18. Kugelstoßen
19. 35-Pfund-Weitwurf
20. Siebenkampf

Die folgenden Wettkämpfe fanden während des Freiluftturniers 2008 statt:
1. 100 m Sprint
2. 200 m Sprint
3. 400 m Sprint
4. 800 m Lauf
5. 1500 m Lauf
6. 5000 m Lauf
7. 10.000 m Lauf
8. 110 m Hürden
9. 400 m Hürden
10. 4 × 100 m Staffel
11. 4 × 400 m Staffel
12. 4 × 800 m Staffel
13. Hochsprung
14. Stabhochsprung
15. Weitsprung
16. Dreisprung
17. Kugelstoßen
18. Diskus
19. Hammerwurf
20. Speerwurf
21. Zehnkampf